# Ritmo Natural

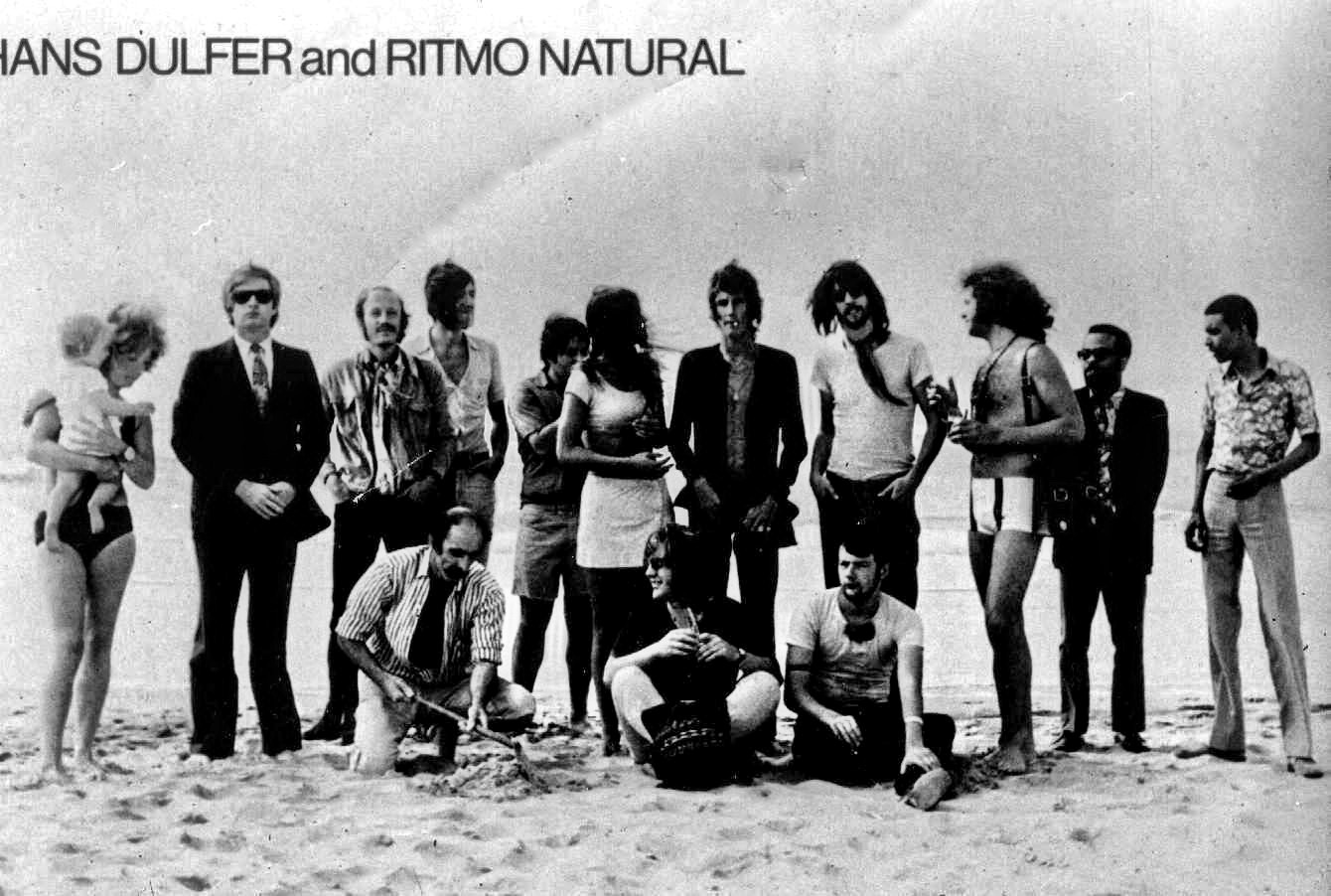
Ritmo Natural met Hans Dulfer

Ritmo Natural was de voormalige ritmesectie van Max Woiski jr. Na een zakelijk conflict met Woiski gingen ze met Hans Dulfer samenspelen. Met hem maakte de groep drie lp's:
- 1970 The morning after the third, met gastmuzikant Jan Akkerman.
- 1970 Candy clouds
- 1971 El saxofón

Van het album Candy clouds werd een single uitgebracht, Red red libanon, dat zowel in 1970 als in 1977 de tipparade haalde.
Onder leiding van Dulfer begeleidde de band in Paradiso (Amsterdam) grote Amerikaanse Jazzmusici als Ben Webster, Philly Joe Jones en Don Byas.
Op 29 mei 2012 wordt er een dvd-box uitgebracht met historisch materiaal, waaronder nog niet eerder uitgebrachte opnames uit de periode 1969-1979 (onder anderen met Hans Dulfer) plus een dvd waarop de groepsleden over hun carrière vertellen. 

## Bezetting
- Steve Boston (timbales)
- Johan 'Groentjie' Grunberg (percussie)
- Jan Jacobs (bas)
- Ronald Langestraat (piano)
- Appie de Hond (drumstel)